# Melonycteris melanops
Melonycteris melanops (Dobson, 1877) è un pipistrello appartenente alla famiglia degli Pteropodidi, endemico dell'Arcipelago delle Bismarck.

## Descrizione

### Dimensioni
Pipistrello di piccole dimensioni con la lunghezza della testa e del corpo tra 78,1 e 110 mm, la lunghezza dell'avambraccio tra 50 e 68,3 mm, un'apertura alare fino a 48,9 cm e un peso fino a 63 g.

### Aspetto
La pelliccia è corta, la tibia è ricoperta di peli, mentre l'avambraccio ne è praticamente privo. Il colore del dorso è giallo dorato, mentre le parti ventrali sono bruno-nerastre, densamente cosparse di peli grigiastri. Il capo, i lati del muso e la parte intorno agli occhi sono simili alle parti ventrali. L'estremità del muso e una striscia che si protrae all'indietro fino in mezzo agli occhi sono grigio-ocra chiaro. Sono presenti due ciuffi di peli bianchi all'estremità delle spalle. Il muso è lungo ed affusolato, gli occhi sono grandi, con l'iride marrone scura. L'avambraccio è giallastro, ricoperto di macchie marroni, mentre le membrane alari sono marroni scure cosparse di piccole macchie giallognole, particolarmente tra l'avambraccio ed il quinto metacarpo. Le ali sono attaccate lungo i fianchi e posteriormente tra la base del terzo e quarto dito del piede. Gli artigli sono neri con la punta bianca. È privo di coda, mentre l'uropatagio è ridotto ad una sottile membrana lungo la parte interna degli arti inferiori. Il calcar è ben sviluppato.

## Biologia

### Comportamento
Si rifugia nel denso fogliame e occasionalmente negli affioramenti rocciosi.

### Alimentazione
Si nutre di nettare e polline. È un importante impollinatore delle Banane selvatiche.

### Riproduzione
Le femmine danno alla luce un piccolo alla volta due volte l'anno.

## Distribuzione e habitat
Questa specie è diffusa nell'Arcipelago delle Bismarck: Nuova Britannia, Nuova Irlanda, Isola del Duca di York, Mioko, Tolokiwa, Umboi, Dyaul.

Probabilmente è presente anche su Lavongai e Sakar.
Vive nelle foreste secondarie, nei giardini e nelle piantagioni di cacao fino a 1.600 metri di altitudine. È invece rara nelle foreste primarie montane.

## Conservazione
La IUCN Red List, considerato la popolazione numerosa e l'adattamento ad ogni tipo di habitat degradato, classifica M. melanops come specie a rischio minimo (Least Concern)).